# Max Martin
Karl Martin Sandberg, més conegut com a Max Martin, (Estocolm, 26 de febrer de 1971) és un compositor i productor musical suec, reconegut per llançar a l'estrellat a artistes pop com el grup Backstreet Boys, la cantant solista Britney Spears i altres artistes dels 90 i de començaments del tercer mil·lenni. També ha col·laborat amb artistes en els seus àlbums com Katy Perry, Avril Lavigne, Nicki Minaj, P!nk, Usher, Adele, Taylor Swift, Celine Dion, Selena Gomez, Justin Bieber i Ariana Grande. A més, és considerat com un dels compositors i productors més prestigiosos de la indústria.
A la fi dels anys 90, Max Martin va encapçalar la reactivació del pop adolescent, elaborant una sèrie d'èxits mundials per a Britney Spears, 'N Sync i Backstreet Boys, entre d'altres. Durant la dècada del 2000 va modificar el seu estil de so, abastant l'ús de guitarres i melodies pop rock en les seves produccions escrivint èxits com It's My Life de Bon Jovi, Since O Been Gone de Kelly Clarkson, I Kissed a Girl i Hot N Cold de Katy Perry i la seva última participació amb Justin Bieber a Beauty and a Beat.
Fins avui dia Max Martin ha figurat en els crèdits d'escriptura i/o producció de 21 èxits Núm. 1 en la Billboard Hot 100, el principal rànquing de senzills dels Estats Units. El primer d'ells va ser «...Baby One More Time» de Britney Spears, el 1999, mentre que l'últim va ser «Can't stop the feeling» de Justin Timberlake el 2016, convertint-lo d'aquesta manera en un dels lletristes i productors més reeixits i prestigiosos de la indústria de la música contemporània.

## Biografia
Max Martin va néixer el 26 de febrer de 1971 a Stenhamra, un suburbi d'Estocolm. Quan era adolescent, va cantar en diverses bandes abans de formar un grup d'estil glam-metall amb els seus amics, anomenat It's Alive.
A la fi de 1998 Max Martin finalment va assumir la direcció musical i es va associar amb el llavors escriptor i productor Rami per treballar en l'àlbum debut de Britney Spears: ...Baby One More Time, que va acabar sent publicat el 1999 i va convertir a la cantant nord-americana en tot un fenomen pop internacional. El primer senzill de l'àlbum, "...Baby One More Time", es va convertir en el seu primer èxit Núm. 1 en la Billboard Hot 100 dels Estats Units, al que posteriorment li va seguir l'èxit i top 10 "(You Drive Me) Crazy". Amb tot, 1999 va ser un any clau en la seva carrera: va treballar amb Céline Dion i Bryan Adams i en Millenium dels Backstreet Boys, l'àlbum que va recolzar amb diverses de les seves melodies, entre elles "I Want It That Way" i "Show Me Meaning of Being Lonely", es va convertir, a escala mundial, en l'àlbum més venut d'aquell any.
Amb les seves cançons dominant fortament les ràdios, el 1999 Max Martin va guanyar el premi ASCAP com a Compositor de l'Any, assoliment que va repetir l'any 2000 gràcies al seu treball en Oops!... I Did It Again de Britney Spears, Black & Blue dels Backstreet Boys i la co-escriptura de "It's My Life" de Bon Jovi. A la fi de 2000, Max Martin va tancar l'Estudi Cheiron, desintegrant als seus equips d'escriptors de cançons i va obrir una nova instal·lació a Estocolm juntament amb Rami. El primer gran projecte en la seva nova etapa va ser el tercer àlbum d'estudi de Britney Spears: Britney, el qual va ser llançat el 2001. A això li va seguir un nou treball amb Céline Dion i una associació amb Kelly Clarkson el 2004, any en el qual va donar suport al seu àlbum Breakaway, del que es va desprendre l'èxit "Since O Been Gone".

## Discografia
Algunes de les cançons escrites o co-escrites per Martin són:

### 1996
- Backstreet Boys - Backstreet Boys - "I Wanna Be With You" (amb Denniz POP)
- Backstreet Boys - Backstreet Boys - "Quit Playing Games With My Heart" (amb Herbie Crichlow)
- Backstreet Boys - Backstreet Boys - "Nobody But You" (amb Denniz POP, Herbie Crichlow)
- Backstreet Boys - Backstreet Boys - "We'veu Got It Going On" (amb Denniz POP, Herbie Crichlow)

### 1997
- Backstreet Boys - Backstreet's Back - "Everybody (Backstreet's Back)" (amb Denniz POP)
- Backstreet Boys - Backstreet's Back - "As Long As You Love Me"
- Backstreet Boys - Backstreet's Back - "That's The Way I Like It" (amb Denniz POP, Herbie Crichlow)
- Backstreet Boys - Backstreet's Back - "10,000 Promises"
- DeDe - I Do - "Get To You" (amb Per Magnusson, David Kreuger, Kristian Lundin)
- DeDe - I Do - "My Lover" (amb Per Magnusson, David Kreuger, DeDe López)
- Robyn - Robyn Is Here - "Show my Love" (with Robyn)
- Solid HarmoniE - Solid HarmoniE - "I'll Be There For You" (amb Kristian Lundin)
- Solid HarmoniE - Solid HarmoniE - "I Want You To Want Em" (amb J.S.)
- Solid HarmoniE - Solid HarmoniE - "To Love Once Again" (amb Kristian Lundin)

### 1998
- 5ive - 5ive: The Album - "It's The Things You Do" (amb G Shahin, Herbie Crichlow)
- 5ive - 5ive: The Album - "Eslam Dunk (Dona Funk)" (amb Denniz Pop, Jake, Herbie Crichlow)
- 5ive - 5ive: The Album - "Until The Time Is Through" (amb Andreas Carlsson)
- 5ive - 5ive: The Album - "Don't You Want It" (amb Denniz Pop, 5ive)
- Gary Barlow - Open Road - "Superhero" (amb Kristian Lundin, Gary Barlow)
- Jessica Folker - Jessica - "A Little Bit Longer" (amb Denniz Pop)
- Jessica Folker - Jessica - "Private Eye" (amb Denniz Pop)
- 'N Sync - *NSYNC - "I Want You Back" (amb Denniz Pop)
- 'N Sync - *NSYNC - "Tearin' Up My Heart" (amb Denniz Pop)

### 1999
- Backstreet Boys - Millennium - "I Want It That Way"
- Backstreet Boys — Millennium - "Larger Than Life"
- Backstreet Boys - Millennium - "Show me the Meaning of Being Lonely"
- Britney Spears — ...Baby One More Time — "...Baby One More Time"
- Britney Spears — ...Baby One More Time — "(You Drive Em) Crazy"
- Céline Dion — All the Way... A Decade of Song — "That's The Way It is"
- Drain STH — Freaks of Nature — "Right Through You"
- Drain STH — Freaks of Nature — "Simon Says"
- Gary Barlow — Twelve Months, Eleven Days — "For All That You Want"

### 2000
- Backstreet Boys — Black & Blue — "The Call"
- Bon Jovi — Crush — "It's My Life"
- Britney Spears — Oops!... I Did It Again — "Oops!... I Did It Again"
- Britney Spears — Oops!... I Did It Again — "Stronger"
- Britney Spears — Oops!... I Did It Again — "Lucky"
- N'Sync — No Strings Attached — "It's Gonna Be Em"
- N'Sync — No Strings Attached — "I'll Never Stop"
- Westlife — Coast to Coast — "When You're Looking Like That"

### 2002
- Britney Spears — Britney — "Overprotected"
- Britney Spears — Britney — "I'm Not a Girl, Not Yet a Woman"
- Céline Dion — One Heart — "Love is All We Need"
- Céline Dion — One Heart — "Faith"
- Nick Carter — Now or Never — "I Got You"

### 2004
- Kelly Clarkson — Breakaway — "Since O Been Gone"
- Kelly Clarkson — Breakaway — "Behind These Hazel Eyes"

### 2005
- a-ha — Analogue — "Analogue (All I Want)"
- Backstreet Boys — Never Gone — "Just Want You to Know"
- Backstreet Boys — Never Gone — "I Still..."
- Marion Raven — Here I Am — "Break You"
- Marion Raven — Here I Am — "Here I Am"
- Marion Raven — Here I Am — "Little By Little"
- Marion Raven — Here I Am — "End of Em"
- The Veronicas — The Secret Life of... — "4ever"
- The Veronicas — The Secret Life of... — "Everything I'm Not"

### 2006
- Megan McCauley — Better Than Blood — "Tap That"

### 2008
- Britney Spears — Circus — "If O Seek Amy"[5]
- Katy Perry — One of the Boys — "I Kissed a Girl"
- Katy Perry — One of the Boys — "Hot N Cold"

### 2009
- Britney Spears — The Singles Collection — "3"[6]
- Backstreet Boys — This is Us — "Bigger"
- Adam Lambert — For Your Entertainment — "Whataya Want from Em"
- Adam Lambert — For Your Entertainment — "If I Had You"

### 2010
- Usher — Versus — «DJ Got Us Fallin' in Love» amb Pitbull
- Katy Perry — Teenage Dream — «Teenage Dream»
- Katy Perry — Teenage Dream — «Last Friday Night (T.G.I.F.)»
- Katy Perry — Teenage Dream — «Califòrnia Girls» amb Snoop Dogg
- Katy Perry — Teenage Dream — «The One That Got Away»
- Katy Perry — Teenage Dream — «I.T.»
- P!nk — Greatest Hits...Sota Far! — «Raise Your Glass»

### 2011
- Avril Lavigne — Goodbye Lullaby — «What the Hell»
- Avril Lavigne — Goodbye Lullaby — «Wish You Were Here»
- Avril Lavigne — Goodbye Lullaby — «Smile»
- Avril Lavigne — Goodbye Lullaby — «I Love You»
- Britney Spears — Femme Fatale — «Till the World Ends»[7]
- Britney Spears — Femme Fatale — «Hold It Against Em»
- Britney Spears — Femme Fatale — «Inside Out»
- Britney Spears — Femme Fatale — «I Wanna Go»
- Britney Spears — Femme Fatale — «Seal It with a Kiss»
- Britney Spears — Femme Fatale — «Criminal»
- Britney Spears — Femme Fatale — «Up N' Down»
- Miranda Cosgrove — High Maintenance — «Dancing Crazy»
- Glee Cast — Glee: The Music, Volume 5 — «Loser Like Me»
- Those Dancing Days — Daydreams & Nightmares — «Can't Find Entrance»
- BC Jean — I'll Survive You — «I'll Survive You»
- Jessie J — Who You Are — «Domino»

### 2012
- Taylor Swift - RED - "We Are Never Ever Getting Back Together"
- Taylor Swift - RED - "I Knew You Were Trouble"
- Taylor Swift - RED - "22"
- Christina Aguilera - Lotus - "Your Body"
- Christina Aguilera - Lotus - "Let There Be Love"
- Maroon 5 - Overexposed - "One More Night"
- Carly Rae Jepsen - "Tonight I'm Getting Over You"
- Nicki Minaj - "Va Va Voom"
- Nicki Minaj - "Masquerade"
- Justin Bieber - "Beauty and a Beat (feat. Nicki Minaj)"

### 2013
- Katy Perry - PRISM - «Roar»
- Katy Perry - PRISM - «Legendary Lovers»
- Katy Perry - PRISM - «Birthday»
- Katy Perry - PRISM - «Walking on Air»
- Katy Perry - PRISM - «Unconditionally»
- Katy Perry - PRISM - «Dark Horse» amb (Juicy J)
- Katy Perry - PRISM - «This Is How We Do»
- Katy Perry - PRISM - «International Smile»
- Katy Perry - PRISM - «Ghost»
- Backstreet Boys - In A World Like This - «In A World Like This»
- Shakira - Shakira - «Dare (La La La)»
- Jessie J - Sweet Talker - «Bang Bang» feat. Ariana Grande & Nicki Minaj
- Ariana Grande - My Everything — «Break Free»
- Taylor Swift — 1989 — «Shake It Off»
- Taylor Swift — 1989 — «Blank Space»
- Taylor Swift — 1989 — «Style»
- Taylor Swift — 1989 — «Bad Blood»
- Taylor Swift — 1989 — «All You Had to Do Was Stay»
- Taylor Swift — 1989 — «Wildest Dreams»
- Taylor Swift — 1989 — «How You Get the Girl»
- Taylor Swift — 1989 — «Wonderland»
- Taylor Swift — 1989 — «New Romantics»

### 2015
- The Weeknd — Beauty Behind The Madness - «Can't Feel My Face»
- The Weeknd — Beauty Behind The Madness - «In The Night»
- Ellie Goulding — 50 Shades Of Grey - «Love Me Like You Do»
- Ellie Goulding — Delirium — «On My Mind»
- Demi Lovato — Confident — «Cool for the Summer»
- Demi Lovato — Confident — «Confident»
- Selena Gomez — Revival — «Hands to Myself»
- Adele — 25 - «Send My Love (To Your New Lover)»

### 2016
- Ariana Grande - Dangerous Woman - «Dangerous Woman»
- Ariana Grande - Dangerous Woman - «Into You»
- Ariana Grande - Dangerous Woman - «Side to Side»
- Pink - Alice Through the Looking Glass (banda sonora) - «Just Like Fire»
- Justin Timberlake - Trolls (banda sonora) - «Can't Stop the Feeling!»
- Katy Perry - Rise (single) - «Rise»

### 2017
- Taylor Swift — Reputation — «...Ready for It?»
- Taylor Swift — Reputation — «End Game» (ft. Ed Sheeran, Future)
- Taylor Swift — Reputation — «I Did Something Bad»
- Taylor Swift — Reputation — «Don't Blame Em»
- Taylor Swift — Reputation — «Delicate»
- Taylor Swift — Reputation — «Sota It Goes...»
- Taylor Swift — Reputation — «Gorgeous»
- Taylor Swift — Reputation — «King of My Heart»
- Taylor Swift — Reputation — «Dancing With Our Hands Tied»

### 2018
- Ariana Grande — Sweetener — «No Tears Left To Cry»
- Ariana Grande — thank u, next – «Thank U, Next (cançó)»

### 2019
- Ariana Grande - thank u, next - «Break Up With Your Girlfriend, I'm Bored»
- Ariana Grande - thank u, next - «NASA»
- Ariana Grande - thank u, next - «Bloodline»
- Ariana Grande - thank u, next - «Bad Idea»

## Números 1 a laBillboardHot 100
Durant la seva carrera, Max Martin ha aconseguit que vint-i-una cançons llançades com a senzills en les quals ha figurat en els crèdits d'escriptura i/o producció, es converteixin en èxits Núm. 1 en la llista setmanal Billboard Hot 100, la més important dels Estats Units. D'aquesta manera, Martin és el tercer compositor amb més números u en la història de la llista, superat únicament per John Lennon (22) i Paul McCartney (26). Sobre aquest tema i per ordre cronològic en el qual es van convertir en tal, les vint-i-una cançons en qüestió són:
- 1999: «...Baby One More Time» de Britney Spears[4]
- 2000: «It's Gonna Be Em» de 'N Sync
- 2008: «I Kissed a Girl» de Katy Perry
- 2008: «So What» de Pink
- 2009: «My Life Would Suck Without You» de Kelly Clarkson
- 2009: «3» de Britney Spears
- 2010: «California Gurls» de Katy Perry amb Snoop Dogg
- 2010: «Teenage Dream» de Katy Perry
- 2010: «Raise Your Glass» de Pink
- 2011: «Hold It Against Em» de Britney Spears
- 2011: «I.T.» de Katy Perry amb Kanye West
- 2011: «Last Friday Night (T.G.I.F.)» de Katy Perry
- 2012: «Part Of Em» de Katy Perry
- 2012: «We Are Never Ever Getting Back Together» de Taylor Swift
- 2012: «One More Time» de Maroon 5
- 2013: «Roar» de Katy Perry
- 2014: «Dark Horse» de Katy Perry
- 2014: «Shake It Off» de Taylor Swift[8]
- 2014: «Blank Space» de Taylor Swift
- 2015: «Bad Blood» de Taylor Swift
- 2015: «Can't Feel My Face» de The Weeknd
- 2016: «Can't Stop the Feeling!» de Justin Timberlake
- 2018: «Thank u, next» d'Ariana Grande